# Comatose Vigil
Comatose Vigil est un groupe de funeral doom metal russe originaire de Moscou, initialement formé en 2003 sous le nom de Subhuman Abstract. 
Il fait partie des groupes les plus importants de la scène doom russe et sont peu nombreux parmi les groupes russes qui, ces derniers temps, ont reçu un bon nombre de consentements du public metal, bien qu'ils n'aient pas émergé hors du continent européen.

## Histoire

### Débuts de carrière (2003–2012)
Comatose Vigil est formé en janvier 2003 à Moscou. La même année, le groupe produit de manière indépendante ses répétitions sur une cassette et la distribue indépendamment. Il était l'un des premiers groupes de funeral doom russe. En 2004, le groupe rencontre le label Stygian Crypt Productions et signe un contrat pour l’enregistrement et la publication de son premier album, Not a Gleam of Hope, sorti en 2005 sur le label Marche Funebre Productions. En septembre 2006, le groupe signe un contrat avec Solitude Productions pour enregistrer et publier des singles, ainsi que l'EP Narcosis,,,,,. Le deuxième album tant attendu Fuimus, non Sumus… sort en 2011,,,. En mars 2012, après un bref discours sur sa page Facebook, le groupe annonce sa dissolution[réf. nécessaire].

### Tournée et séparation définitive (2014–2016)
En septembre 2014, toujours via Facebook, le groupe annonce sa reformation et également plusieurs concerts. Le 28 mars 2016 cependant, le groupe annonce sa dissolution permanente. 

### Après Comatose Vigil (depuis 2017)
Après la séparation de Comatose Vigil, des différences entre Alexander Orlov et A.K. iEzor eurent lieu quant à l'utilisation du nom. Au cours des différences, A.K. iEzor forme un groupe successeur sous le nom de Comatose Vigil A.K.

## Similitudes avec Ea
Pendant quelque temps, un lien avec le groupe Ea était suspecté, du fait de leur identité inconnue forcée qui a conduit à l'hypothèse que Comatose Vigil ou certains de leurs membres se seraient révélés derrière ce groupe en raison du même label, de fortes similitudes stylistes et la présence d’une inscription en russe au verso de la couverture de l'album, Ea Taesse.

## Discographie

### Albums studios
- 2005 : Not a Gleam of Hope (Marche Funebre Productions)
- 2011 : Fuimus, non Sumus… (Solitude Productions)

### EP
- 2006 : Narcosis (Solitude Productions)

### Démos
- 2003 : Rehearsal II (auto-publié)